# San Maurizio di Bioggio (archäologischer Fundplatz)
Der archäologische Fundplatz San Maurizio di Bioggio befindet sich rund um die Kirche des Dorfes Bioggio im Bezirk Lugano im Schweizer Kanton Tessin. Die Funde reichen vom 5. Jahrhundert v. Chr. bis zum 7. Jahrhundert n. Chr. Darunter befinden sich etruskische und römische Überreste, aber auch die einer christlichen Gemeinde aus dem 5./7. Jahrhundert. Zwischen Agno, früher auch Eng, und Bioggio fanden sich weitere Objekte, die sich heute im Museo Plebano von Agno befinden.

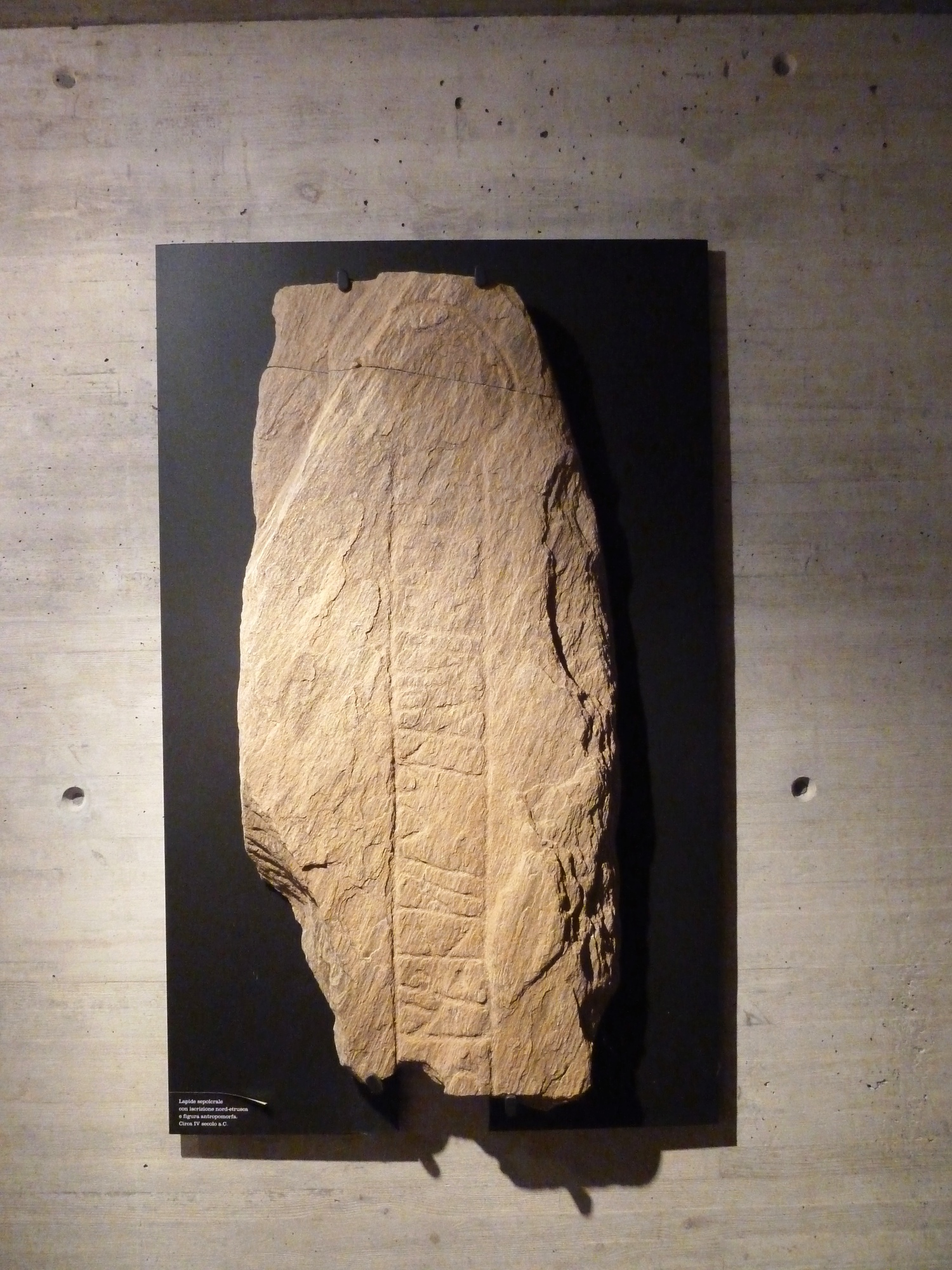
Etruskische Stele am Fundplatz

## Bereiche
Man unterscheidet drei voneinander räumlich und zeitlich unabhängige Bereiche, die sich nahe der Kirche San Maurizio und ihrem Glockenturm befinden. Sie sind durch einen Pfad verbunden, der die Fundorte und ihre Zusammenhänge didaktisch aufbereitet. Bei den drei Bereichen handelt es sich um eine römische Villa mit Resten einer Thermenanlage, deren Grundriss oberirdisch sichtbar gemacht wurde, einen prostylen Tempel korinthischer Ordnung mit einer umgebenden Mauer sowie eine spätrömische Nekropole mit Mauerresten der völkerwanderungszeitlichen Kirche. Letztere sind am besten erhalten, da sie durch den Kirchencorpus geschützt waren.

## Etruskische Funde

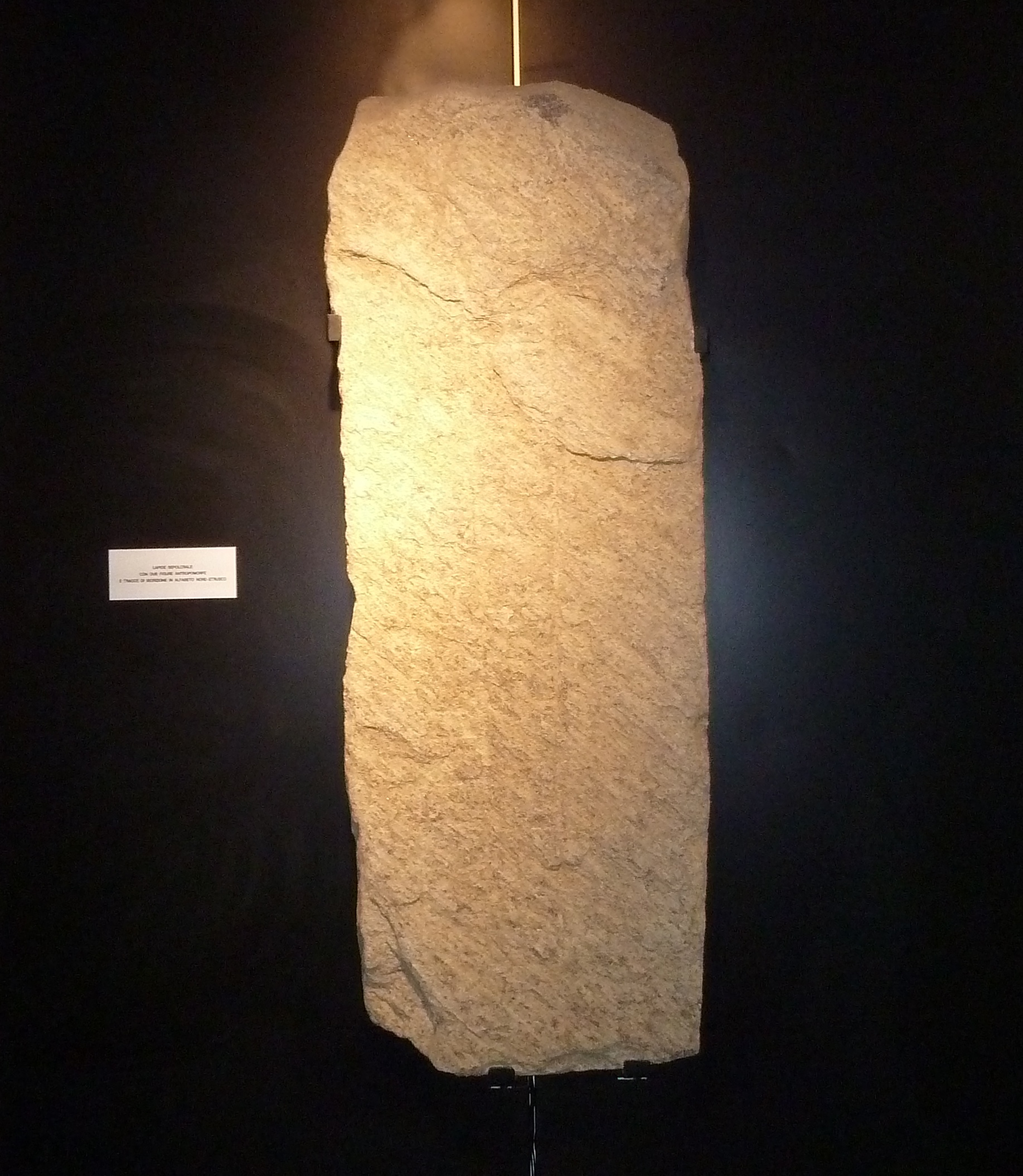
Etruskische Stele im Rathaus von Bioggio

Einige Funde weisen auf die Anwesenheit von Etruskern in der Region hin; besonders wichtig sind hier drei Stelen, die neben anthropomorphen Ritzungen Buchstaben des etruskischen Alphabets tragen. Sie enthalten – teils bruchstückhaft – Namen von Toten, die jedoch bisher nicht zuzuordnen sind. Eine von ihnen wurde an der Basis des heutigen Glockenturms entdeckt, wo sie sich bis heute befindet. Sie war zeitweilig in ein mittelalterliches Grabmal eingemauert worden. Die beiden anderen Stelen wurden im Bereich des ehemaligen römischen Tempels gefunden. Die eine ist heute im Rathaus von Bioggio untergebracht, die andere im Ufficio dei beni culturali del Canton Ticino in Bellinzona.

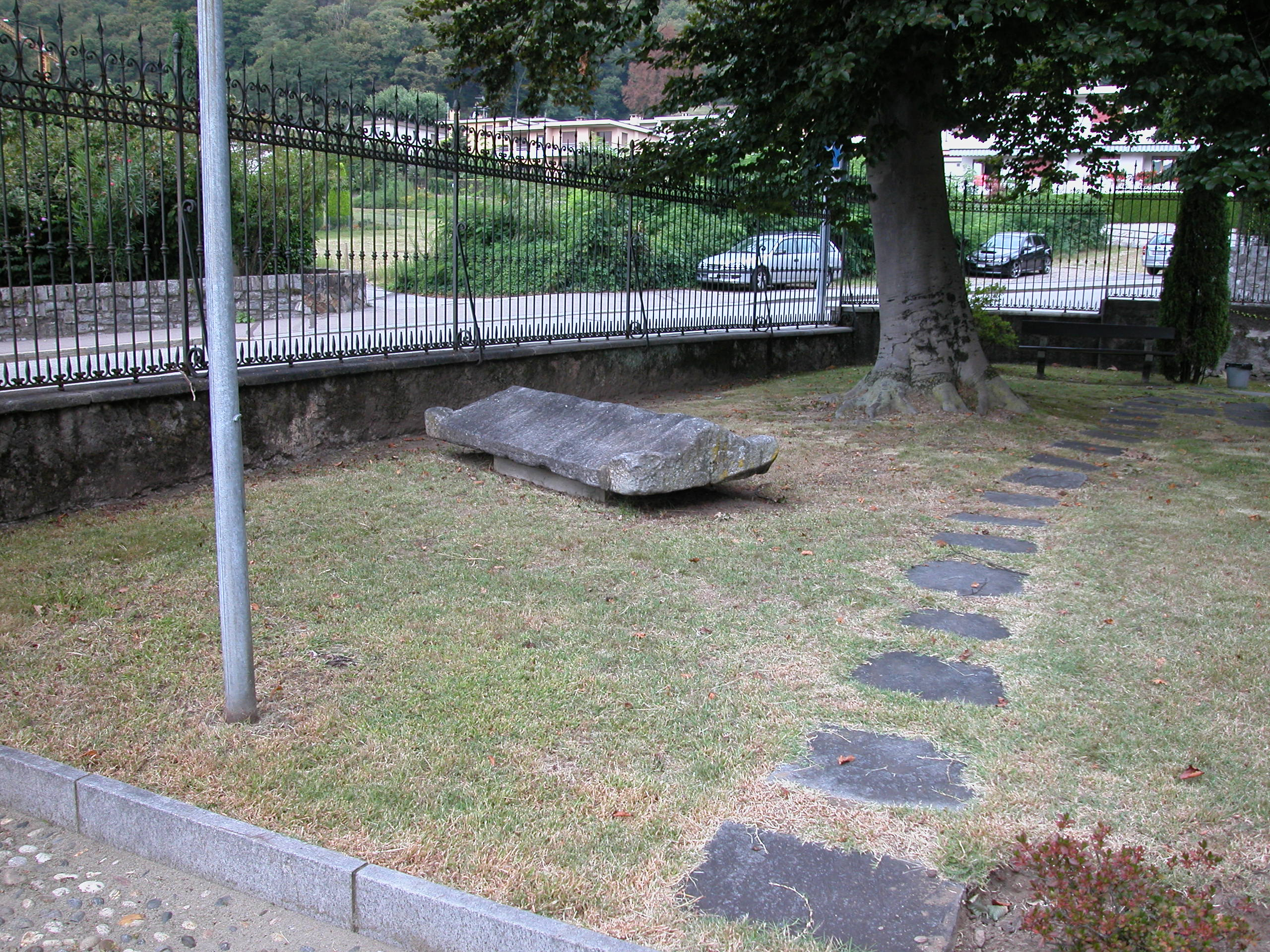
Sarkophagdeckel im Garten des Rathauses von Bioggio, 2010

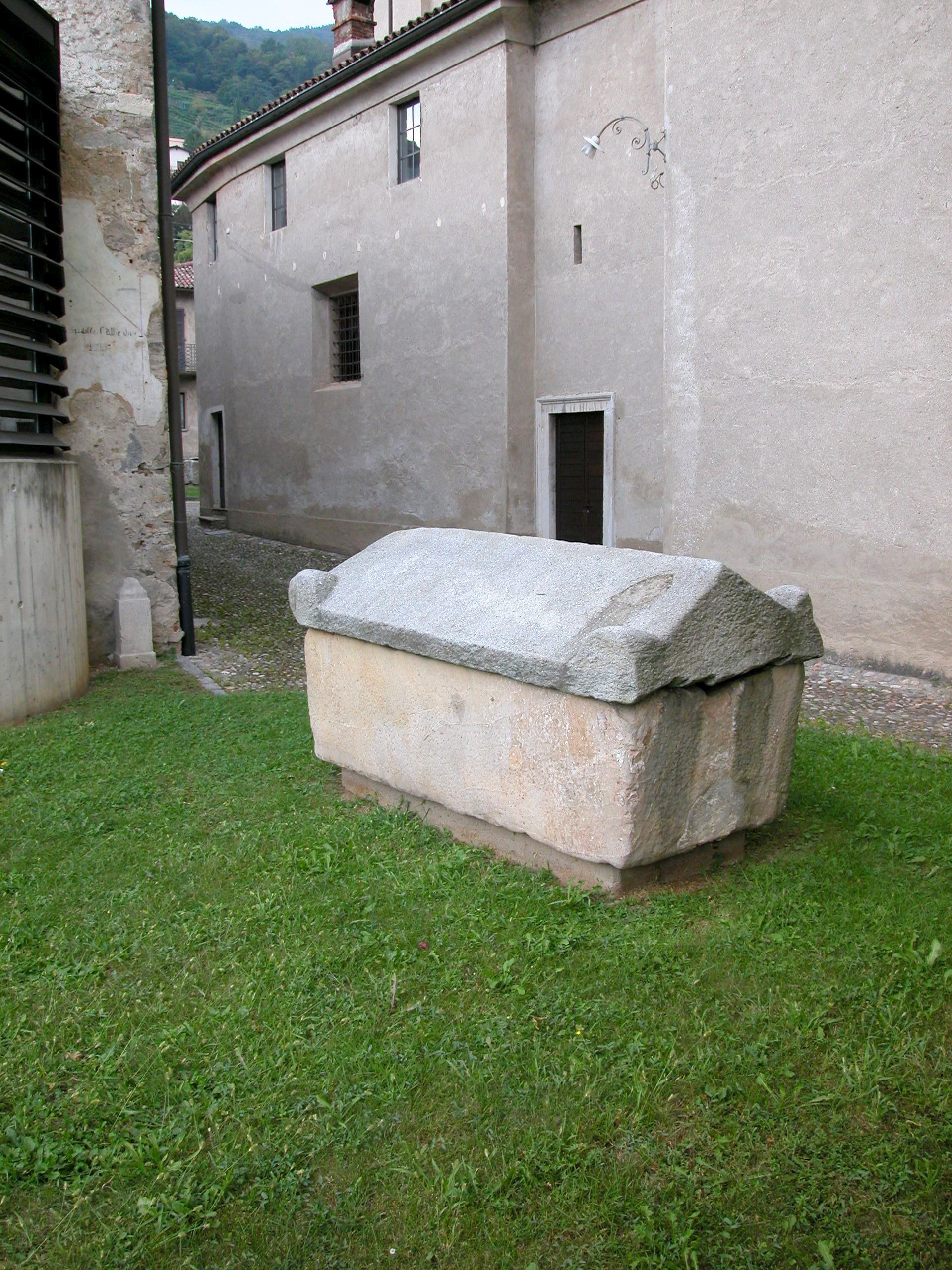
Etruskischer Sarkophag an der Kirche von Agno

Ausser diesen Stelen, die den dort beigesetzten Toten gewidmet waren, wurden mehrere Sarkophagdeckel gefunden, die wie eine der Stelen im Mittelalter wiederverwendet wurden. Einer von ihnen befindet sich völlig ungeschützt im Hof des Rathauses von Bioggio, andere wurden nach Agno in die dortige Kirche San Giovanni Battista e San Provino gebracht, einer auf einem kleinen Platz in Cassina, einem Ortsteil (frazione) der Nachbargemeinde Agno, aufgestellt.

## Die römische Villa, Thermenanlage

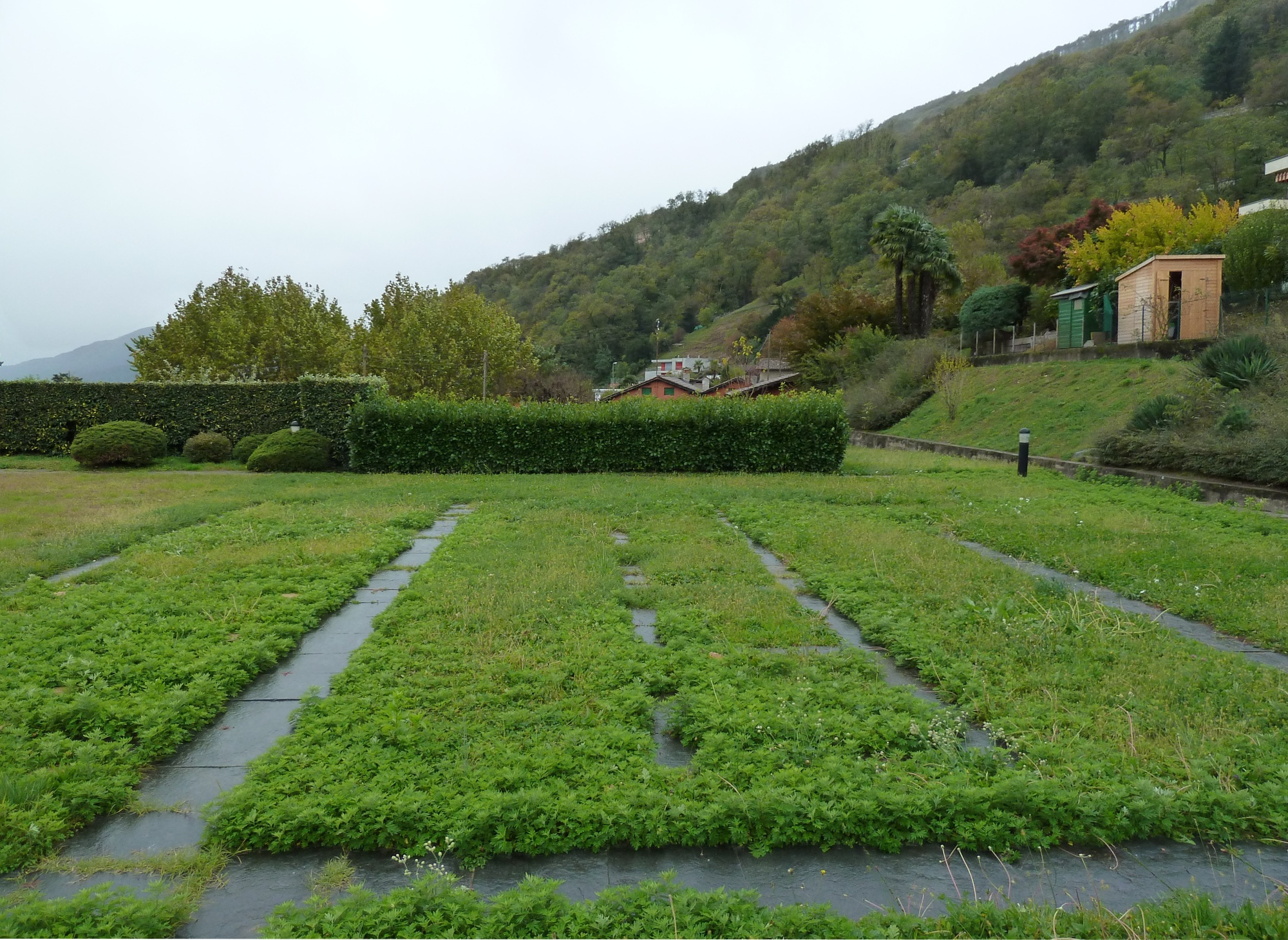
Die sichtbar gemachte Thermenanlage

Die römische Villa befindet sich zum Teil unter dem heutigen Friedhof und ist an der Oberfläche nicht sichtbar, während der Grundriss der Thermenanlage zur Veranschaulichung nachgestaltet wurde. Weitere Gebäudereste auf dem Gelände gehörten offenbar zu Laden- und Wohnräumen. Die Villa wurde anlässlich einer Erweiterung des Friedhofs im Jahr 1962 entdeckt. Die Grabung wurde eher dilettantisch durchgeführt. Es ist jedoch der Arbeit von Mario Fransioli zu verdanken, dass eine Dokumentation der Grabung erstellt und eine Sicherung der Funde veranlasst wurde. Darunter befanden sich 15 Bronzemünzen, die in den Jahren zwischen 147 und 248 n. Chr. geprägt wurden. Dank einer Amphore mit der Inschrift APICI liess sich ein Bezug zur gens Apicia aus Como herstellen, die aber auch im gesamten Veneto und Noricum belegt ist.
1992 entdeckte man die Thermen, die aus dem 2. Jahrhundert stammten. Neben einem Caldarium fand sich ein Hypokaustum. Insgesamt liessen sich mehrere Bauphasen unterscheiden, die eine Nutzung des Komplexes zwischen der Mitte des 2. und dem 7. Jahrhundert belegen. Im 3. und 4. Jahrhundert wurden Wohnmöglichkeiten geschaffen, bevor im 5. Jahrhundert weitere Umbauten erfolgten. Schliesslich wurde im 6./7. Jahrhundert, nach einer Phase, in der die Gebäude unbewohnt waren, ein Kopfsteinpflaster verlegt.

## Heiligtum

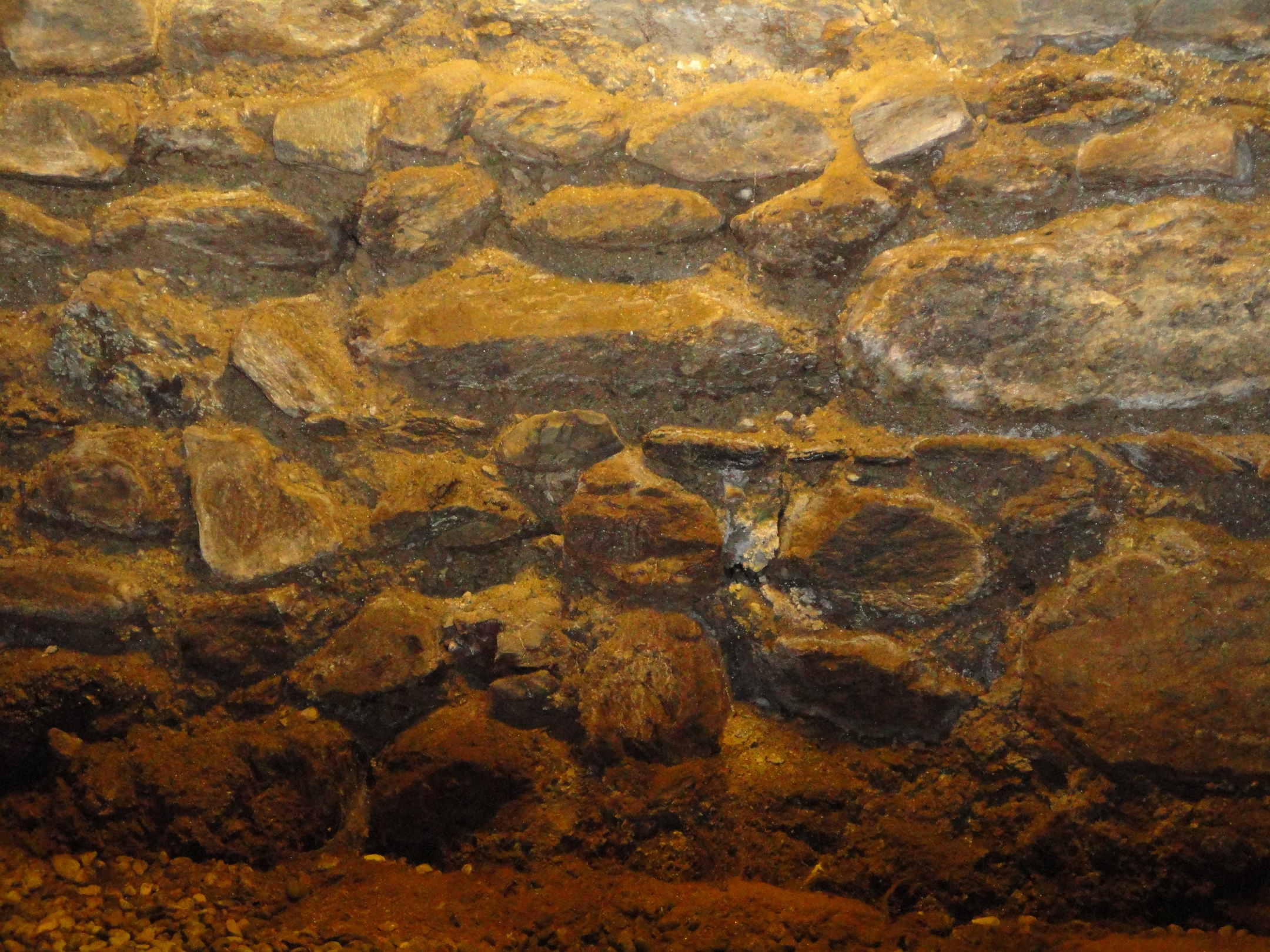
Einfriedungsmauer des heiligen Bezirks

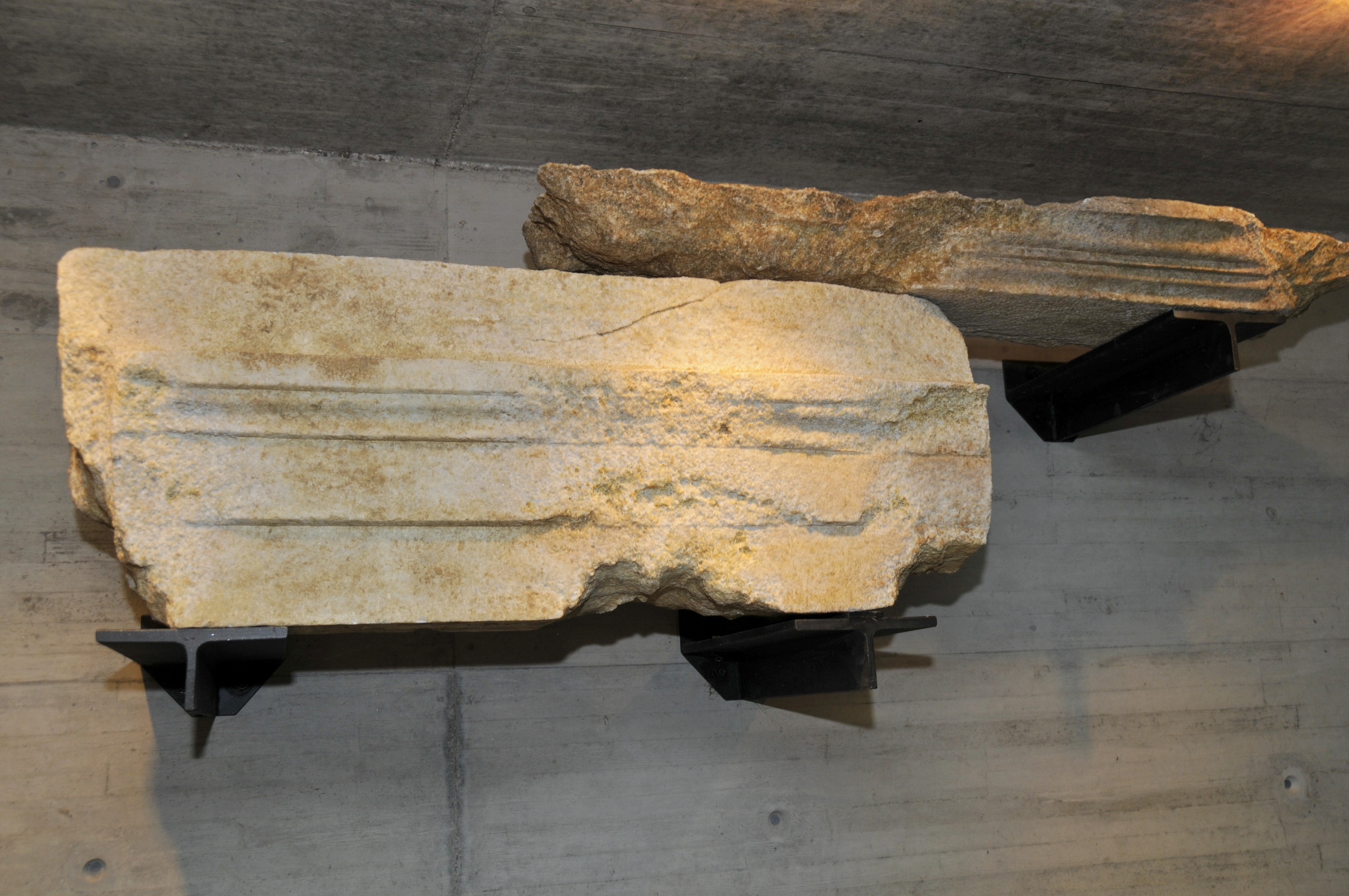
Gebälkreste

1996 fand man beim Bau eines überdachten Parkplatzes einen kleinen Tempel, der im Rahmen einer Dissertation publiziert wurde. Der Tempel mit seinen beiden Reihen korinthischer Säulen stand in einem ummauerten heiligen Bezirk und erhob sich auf einem durch eine kleine Treppe erreichbaren Podium. Er ist im Tessin der einzige seiner Art und lässt sich bestenfalls mit dem Tempel von Augusta Raurica vergleichen. Zwei Gräben bargen Überreste von Opferhandlungen aus der Zeit um 150; sie umfassten eine Fläche von 110 bis 120 cm im Durchmesser und waren ursprünglich von vier Pilastern aus teils kleinasiatischem Marmor umgeben. Die Basis des Bauwerks bildete lokales Gestein, das mit Mörtel verbunden war. Sie war nach einem Brand errichtet worden. Einige der Stücke befinden sich noch in situ. Daneben wurden Reste eines dem Jupiter geweihten Altars und eine Inschriftentafel gefunden:
| Fragmentarischer Text                                                                                                 | Rekonstruktion                                                                                    |
| --- | ------------------------------------------------------------------------------------------------- |
| IOVI·O·M NENN[???] EX·VOTO VRNAM [???] SOR[TI]B[VS] CRESCENI[???] [??]+c+v+[???]                                      | IOVI·O(PTIMO)·M(AXIMO) NENN[IC(O)] EX·VOTO VRNAM [CUM] SOR[TI]B[VS] CRESCEN[TINUS] [.A?]CIU+[???] |
| Jupiter geweihter Altar, der dennoch Nennico aufführt – vielleicht ein Hinweis auf Kontinuität bis in keltische Zeit. |                                                                                                   |

## Kirche
1997 bis 1998 tauchten bei Bauarbeiten auf dem Kirchplatz Elemente einer Kirche des 5. Jahrhunderts auf, darüber Schichten, die bis zum Bau der heutigen Kirche im Jahr 1791 reichen. Die erste Kirche entstand als quadratischer Saal auf der römischen Nekropole, wobei sie zahlreiche Gräber aufnahm. In einem aufwändig gestalteten Grab fand sich der Leichnam einer Frau. Im Hauptgrab fand man Spinnwirtel, während in den Nebengräbern eine Messerklinge aus derselben Zeit entdeckt wurde. Sicher christlichem Kult lässt sich das Gebäude allerdings erst ab dem 7./8. Jahrhundert anhand eines Altars und einer Apsis zuweisen. Das Kirchenschiff wurde im 11. Jahrhundert erweitert, wobei nur die Nordwand weiter Verwendung fand, während der Rest abgerissen wurde. Auch der Altar blieb an derselben Stelle. In dieser Zeit entstand zudem der Campanile, der Glockenturm. Unter dem 14. September 1261 wurde die Kirche erstmals in einem Dokument als «ecclesia Sancti Mauricii di Biegio» erwähnt. Die letzte Verlängerung des Kirchenschiffes erfolgte im 14. Jahrhundert. In der zweiten Hälfte des 15. Jahrhunderts wurde das Gebäude durch eine dreischiffige Kirche ersetzt, zwei Altäre ergänzt. Für das Gebäude wurden erstmals Ziegel verwendet. Um die Apsis fand man mehrere Gräber von Neugeborenen. Im Barock wurde der Glockenturm an die heutige Stelle versetzt und der alte Turm abgerissen. Die Kirche befand sich 1741 in sehr schlechtem Zustand, 1773 erfolgte der Beschluss zum Abriss. Während die neue Kirche bis 1791 nach und nach errichtet wurde, wurde die alte Kirche parallel dazu abgetragen. Heute ist nur noch das Fundament des Glockenturms sichtbar sowie einige Teile des alten Gebäudes, die in die neue Kirche eingebaut wurden.